# 基幹放送普及計画
基幹放送普及計画（きかんほうそうふきゅうけいかく、昭和63年10月1日郵政省告示第660号）とは、日本の基幹放送普及政策の基本方針をあらわした総務省告示である。
放送による情報の多元的な提供と地域性の確保と均衡に配慮しつつ、放送の計画的な普及・健全な発達を図ることを目的としている。
- 放送法第91条（旧第2条の2）に基づき、総務大臣が告示する。
- 総務省電波監理審議会もしくは情報通信審議会に諮問され、その答申を受けて改正される。
- 衛星波・国際放送と各地域の地上波基幹放送局（テレビジョン放送・音声放送（ラジオ）・データ放送等）の開局目標が規定されている。

## 主な内容
以下の記述は、2011年（平成23年）6月29日改正時点のものである。

### 施策
- マスメディア集中排除原則をとる。
- 放送の多様性の確保・需要の高まり・技術の発展に応じて柔軟に対応する。

### 地上波
- AMラジオ放送
  - 最低でもNHKラジオ第1・NHKラジオ第2と民間放送1局（主要地域では2局）を全国で受信可能にする。
- FMラジオ放送
  - 最低でもNHK-FMと県域放送の民間放送1局（主要地域では2局）を全国で受信可能にする。
  - 放送大学は、授業実施予定地域で受信可能にする。
  - コミュニティ放送・外国語放送は、その特性が十分発揮できる地域圏に最低でも1局を目標とする。
- 短波放送
  - ラジオNIKKEIが全国各地域で受信できるようにする。
- テレビジョン放送
  - アナログ放送は2011年7月24日までに終了し、デジタル放送に全面移行する。
  - デジタル放送は2010年12月までにアナログ放送と同等の地域で受信可能にする。
  - アナログ放送は現在デジタル放送を行っている放送局のみが放送できる。
  - 最低でも、NHKデジタル総合テレビ・NHKデジタル教育テレビと民間放送4系統（主要地域では5系統）を全国で受信可能にする。（民放テレビ全国四波化）
  - 放送大学は、授業実施予定地域で受信可能にする。
- 多重放送
  - 多重放送（音声多重放送・文字多重放送・データ放送など）は、できる限り全国で受信できるようにする。

### 衛星波
- 2.6GHz帯衛星放送（モバHO!）
  - デジタル放送を行い、データ放送等も充分考慮する。
  - ギャップフィラー（地上用中継器）も使用して、できるかぎり良好な受信環境を確保する。
- BS放送 
  - アナログ放送は2011年7月24日までに終了し、デジタル放送に全面移行する（但し、NHKハイビジョン専用放送のアナログ放送は2007年9月30日付けを持って先行終了している）。
  - デジタルテレビジョン放送を中心とするが、放送の多様性の確保・需要の高まり・技術の発展に応じてその他の種類のデジタル放送も行う。
  - 最低でもNHK BS1・NHK BSプレミアムと民間放送1局を全国で受信可能にする。ただしアナログ放送終了後、NHKのチャンネル数の見直しを行う。
  - BS1は衛星放送の普及促進と地上波テレビジョン放送の難視聴解消を目的とした総合放送を行う。
  - 民間放送はデジタル高精細度テレビジョン放送を行う。なお一時的に標準テレビジョン放送を行うこともできる。
- CS放送
  - デジタル放送においては技術の発展と周波数の国際調整等を踏まえ、チャンネル数の目標を柔軟に設定する。
  - CS放送の普及を図る。
- 衛星を利用した受託内外放送
  - 需要を踏まえ、開局させる。

### 移動受信用地上放送（マルチメディア放送）
- 全国であまねく受信できるようにする。
- 10程度の放送番組を目標とする。

### 国際放送
- 外国で、できる限り良好に受信できるようにする。

## 主な変遷
1988年
昭和63年郵政省告示第660号 放送普及基本計画として制定。
1997年頃改正
外国語放送局を追加。放送大学をCS放送で放送可能に。
2000年頃改正
CSデジタル放送・地上デジタル音声放送（地上デジタルラジオ）実用化試験局を追加。
2001年7月25日改正
地上テレビジョン放送を、2003年をめどに地上デジタルテレビジョン放送に順次移行。CS放送の目標チャンネル数を削減（ディレクTV廃局に伴う措置）。
2002年頃改正
蓄積型放送（サービス名「ep」）・2.6GHz帯衛星デジタル音声放送（サービス名「モバHO!」）追加。
2003年頃改正
アナログハイビジョン放送は2007年をめどに終了、BSアナログテレビジョン放送は2011年までに終了を決定。
2005年頃改正
BSアナログテレビジョン放送の縮小と、BSデジタル音声放送・BSデータ放送を各1局に縮小。BSデジタルテレビジョン放送を2007年開始。
2008年改正
地上デジタルテレビジョン放送が受信できない難視聴世帯向けに、衛星放送で再送信を行えるようにする。
2010年改正
マルチメディア全国放送（サービス名「モバキャス」）を規定し、その受信設備の普及に配慮する。
2011年
平成23年6月29日総務省告示第242号による改正。本告示の名称を基幹放送普及計画へ改めるなど、2010年改正放送法の施行に伴う文言の変更。